# José Rachão
José Fernando Casal Rachão, noto semplicemente come José Rachão (Peniche, 15 settembre 1952), è un allenatore di calcio ed ex calciatore portoghese, di ruolo centrocampista.

## Palmarès

### Allenatore

#### Competizioni nazionali
- Coppa del Portogallo: 1

Vitória Setúbal: 2004-2005
- Kuwait Crown Cup: 1

Al-Arabi: 2006-2007
- Kuwait Emir Cup: 1

Al-Arabi: 2007-2008